# Monoblepharella
Monoblepharella är ett släkte av svampar. Monoblepharella ingår i familjen Gonapodyaceae, ordningen Monoblepharidales, klassen Monoblepharidomycetes, divisionen pisksvampar och riket svampar.
| Monoblepharella | \| \| Monoblepharella taylorii \| \| \| \| \| \| Monoblepharella elongata \| \| \| \| \| \| Monoblepharella laruei \| \| \| \| \| \| Monoblepharella mexicana \| \| \| \| \| \| Monoblepharella endogena \| \| \| \| |
|                 | \| \| Monoblepharella taylorii \| \| \| \| \| \| Monoblepharella elongata \| \| \| \| \| \| Monoblepharella laruei \| \| \| \| \| \| Monoblepharella mexicana \| \| \| \| \| \| Monoblepharella endogena \| \| \| \| |
|                 | Gonapodya |
|                 | |
|                 | Monoblepharella taylorii |
|                 | |
|                 | Monoblepharella elongata |
|                 | |
|                 | Monoblepharella laruei |
|                 | |
|                 | Monoblepharella mexicana |
|                 | |
|                 | Monoblepharella endogena |
|                 | |

|  | Monoblepharella taylorii |
|  |                          |
|  | Monoblepharella elongata |
|  |                          |
|  | Monoblepharella laruei   |
|  |                          |
|  | Monoblepharella mexicana |
|  |                          |
|  | Monoblepharella endogena |
|  |                          |